# Дмитренко, Олег Николаевич
Олег Дмитренко (род. 19 сентября 1960, Северская, Краснодарский край) — советский и российский волейболист. Мастер спорта СССР.

## Биография
Выступал за команды:
- 1979—1981 —  «Динамо» (Сочи)).
- 1981—1992 —  «Искра» (Одинцово) — 1981—1992.
- 1992—1993 —  «Пост Телеком» (Берлин) — 1992—1993 г.

В 1982—1984 годах выступал за вторую сборную СССР, являясь её капитаном.

## Достижения

### Склубом
- Чемпион РСФСР (1982, 1983, 1985), серебряный (1986—1988) и бронзовый (1981) призер чемпионатов РСФСР.
- Чемпион Спартакиады Народов РСФСР 1982.
- Победитель и многократный призер чемпионатов Вооруженных Сил СССР.
- Двукратный обладатель Кубка СССР (1986, 1987).
- Серебряный призер открытого чемпионата СНГ 1992.

### Со сборными
- Участник Всемирной летней Универсиады 1983 в составе студенческой сборной СССР.
- Участник Спартакиады Народов СССР 1983 в составе сборной РСФСР.
- Серебряный призер Спартакиады Дружественных Армий 1989 в составе сборной Вооружённых Сил СССР.

## Награды
- Почётные Знаки ЦК ВЛКСМ, министров обороны СССР и Российской Федерации.
- Знак губернатора Московской области «БЛАГОДАРЮ» (11 сентября 2004 года).